# هاینا (گوتا)
هاینا (به آلمانی: Haina) یک شهر در آلمان است که در گوتا واقع شده‌است. هاینا ۵۱۰ نفر جمعیت دارد.